# Rhadinorhynchus erumeii
Rhadinorhynchus erumeii är en hakmaskart som först beskrevs av Gupta och Fatima 1981.  Rhadinorhynchus erumeii ingår i släktet Rhadinorhynchus och familjen Rhadinorhynchidae. Inga underarter finns listade i Catalogue of Life.